# 鈴木晃仁
鈴木 晃仁（すずき あきひと、1963年12月12日 - ）は、日本の医学史研究者。東京大学文学部教授・慶應義塾大学経済学部教授を歴任

## 略歴・人物
静岡県生まれ。静岡県立清水東高等学校卒、1986年東京大学教養学部教養学科科学史・科学哲学専攻を卒業、同大学院総合文化研究科地域文化研究（イギリス文化）に進学、1992年にロンドン大学ウェルカム医学史研究所で博士号を取得した。博士論文は啓蒙主義時代イングランドの精神医学思想史を主題とし、指導教官はロイ・ポーターであった。その後、ウェルカム財団医学史研究所リサーチ・フェロー、アバディーン大学研究員などを経て、1997年に慶應義塾大学経済学部助教授となり、2005年教授、2021年東京大学文学部教授（死生学・応用倫理センター）。
近年はイングランド精神医療史にとどまらず、近代日本における精神医療や健康調査に関する論考や、数量データベースを用いた疫学的研究、身体と医療に関するカルチュラル・スタディーズなど。
妻は静岡大学教授（英文学）の鈴木実佳。

## 単著
- Madness at Home: The Psychiatrist, the Patient, And the Family in England, 1820-1860. Berkeley: University of California Press, 2006.
- Reforming Public Health in Occupied Japan, 1945-52: Alien Prescriptions? With Chris Aldous. London: Routledge, 2011.

## 共編著
- Science of the Body and the Mind, vol.2 of Literature and Science 1660-1834. Co-edited with Clark Lawlor. London: Pickering and Chatto, 2002.
- （石塚久郎共編）『身体医文化論――感覚と欲望』（慶應義塾大学出版会、2002年）
- Literature and Science, 1660-1834, general editor, Judith Hawley; advisory editor, Akihito Suzuki 8.vols. London: Pickering & Chatto, 2003-2004.
- （石塚久郎共編）『身体医文化論IV――食餌の技法』（慶應義塾大学出版会、2005年）
- （川越修共編）『分別される生命――二〇世紀社会の医療戦略』（法政大学出版局、2008年）
- （北中淳子共編）『精神医学の哲学2 精神医学の歴史と人類学』（東京大学出版会、2016年）

## 翻訳
- ウィリアム&ヘレン・バイナム『Medicine 医学を変えた70の発見』鈴木実佳共訳　医学書院、2012
- ウィリアム・バイナム『医学の歴史』鈴木実佳共訳　丸善、2015